# TCT Open 2002
Il TCT Open 2002 è stato un torneo di tennis facente parte della categoria ATP Challenger Series nell'ambito delle ATP Challenger Series 2002. È stata l'unica edizione del torneo e si è giocata a Tunisi in Tunisia dal 1º al 7 aprile 2002 sui campi in terra rossa del Tennis Club Tunis.

## Vincitori

### Singolare
Raemon Sluiter ha battuto in finale  Mario Radić con il punteggio di 6–2, 7–5

### Doppio
Álex López Morón /  Andrés Schneiter hanno battuto in finale  Devin Bowen /  Ashley Fisher con il punteggio di 6–4, 7–6(6)